# Юзва Жанна Андріївна
Жанна Андріївна Юзва, у шлюбі — Яськів (нар. 29 травня 1955, с. Супранівка Підволочиського району Тернопільської області) — український педагог, письменниця. Член Національної спілки письменників України (2003). Вчитель-методист вищої категорії (2002). Почесна грамота Міністерства освіти України (2002).

## Життєпис
Закінчила Запорізький педагогічний інститут (1976, нині університет).
Вчителька української мови і літератури Підволочиської школи-гімназії.

## Творчість
Авторка збірок прозових мініатюр
- «Краплини на аркушах літа» (1994),
- «Паростки на долонях» (1996),
- «Солодкі тернини» (1997),
- «Календар настрою» (1999),
- «Не поле перейти» (2001),
- «Теплинка» (2002),
- «Листи без конвертів» (2006),
- «Дозріле літо» 2011.

Редакторка-упорядниця альманаху поетів Підволочищини «Збручанське літо» (2005), упорядниця методичних посібників «Навчальні перекази для учнів 5 класу», «Навчальні перекази для учнів 6 класу» (обидва — 2003), «Творчі роботи учнів з українськоі літератури та мови» (2007), книг «Сценарії свят. Відкриті уроки з українськоі мови та літератури» (2008).